# Министерство образования, занятости и трудовых отношений Австралии
Министерство образования, занятости и трудовых отношений Австралии является федеральным министерством правительства. Переименовано в 2007 году (в прошлом Министерство образования, науки и профессиональной подготовки, которое в свою очередь, было переименовано из Министерства образования, профессиональной подготовки и по делам молодежи).

## Круг обязанностей
- Образование для коренного населения
- Просветительские программы о науке в школах
- Политика, координация и поддержка экспорта услуг в сфере образования
- Политика в области занятости, в том числе услуги по трудоустройству
- Рынок труда и поощрительные программы для людей трудоспособного возраста
- Координация исследований рынка труда
- Координация гибких условий труда
- Безопасность и охрана труда, реабилитация и компенсация
- Равные возможности занятости
- Работа и семейные программы
- Услуги и помощь для людей с ограниченными возможностями по трудоустройству
- Программы по делам молодежи
- Уход за детьми

Отдел оказывает помощь в коммерциализации австралийских удаленных лабораторий в области высшего образования, вливание капитала в этот сектор, поддерживая основу проекта Labshare.